# Naser Aliji
Naser Aliji (Kumanovo, 27 de diciembre de 1993) es un futbolista macedonio nacionalizado albanés que juega en la demarcación de defensa para el F. C. Dinamo City de la Superliga de Albania.

## Selección nacional
Empezó a jugar en las categorías inferiores de la selección de fútbol de Suiza, aunque finalmente en 2015, tras nacionalizarse albano, debutó como internacional absoluto el 13 de junio de 2015 de la mano del seleccionador Gianni De Biasi. Fue en un partido contra Francia en calidad de amistoso, con un marcador final de 1-0 a favor del combinado albano. También llegó a jugar un partido de clasificación para la Eurocopa 2016.

### Participaciones en Eurocopas
| Copa          | Sede     | Resultado    | Partidos | Goles |
| ------------- | -------- | ------------ | -------- | ----- |
| Eurocopa 2016 | Francia  | Primera fase | 0        | 0     |
| Eurocopa 2024 | Alemania | Primera fase | 0        | 0     |

## Clubes
| Club                     | País          | Año       | Partidos | Goles |
| ------------------------ | ------------- | --------- | -------- | ----- |
| F. C. Basilea            | Suiza         | 2013-2014 | 23       | 1     |
| F. C. Vaduz (cedido)     | Liechtenstein | 2015      | 31       | 1     |
| F. C. Basilea            | Suiza         | 2015-2016 | 17       | 0     |
| 1. F. C. Kaiserslautern  | Alemania      | 2016-2017 | 21       | 0     |
| Virtus Entella           | Italia        | 2018      | 17       | 0     |
| F. C. Dinamo de Bucarest | Rumania       | 2018-2019 | 16       | 0     |
| Budapest Honvéd          | Hungría       | 2019-2021 | 41       | 2     |
| F. C. Voluntari          | Rumania       | 2022-2024 | 64       | 1     |
| F. C. Dinamo City        | Albania       | 2024-     | 36       | 0     |

## Palmarés

### Campeonatos nacionales
| Título                | Club              | País          | Año  |
| --------------------- | ----------------- | ------------- | ---- |
| Superliga de Suiza    | F. C. Basilea     | Suiza         | 2014 |
| Superliga de Suiza    | F. C. Basilea     | Suiza         | 2015 |
| Copa de Liechtenstein | F. C. Vaduz       | Liechtenstein | 2015 |
| Superliga de Suiza    | F. C. Basilea     | Suiza         | 2016 |
| Copa de Hungría       | Budapest Honvéd   | Hungría       | 2020 |
| Copa de Albania       | F. C. Dinamo City | Albania       | 2025 |